# Rihard Jug
Rihard Jug, slovenski zdravnik urolog, * 26. januar 1875, Solkan,  † 4. april 1949, Ljubljana. 

## Življenjepis
Jug je leta 1901 diplomiral na graški medicinski fakulteti. Po končanem študiju se je strokovno izpopolnjeval na Dunaju. Do leta 1918 je bil vojaški zdravnik v avstrijski vojni mornarici, nato od leta 1919 do 1929 upravnik in predstojnik kirurškega oddelka vojaške bolnišnice v Ljubljani. Po predčasni upokojitvi je kot urolog od 1929 do 1935 brezplačno delal v ljubljanski civilni bolnišnici in v njej vodil prvi slovenski urološki oddelek. Uvedel je cistoskopijo ter operacije ledvic in prostate.
Jug je kot zdravnik na fregati več let zdravil črnogorsko prebivalstvo v Boki Kotorski. Nikola I. Petrović Njegoš ga je za nesebično medicinsko delo 1907 odlikoval z redom Kneza Danila.